# L'Exoconférence

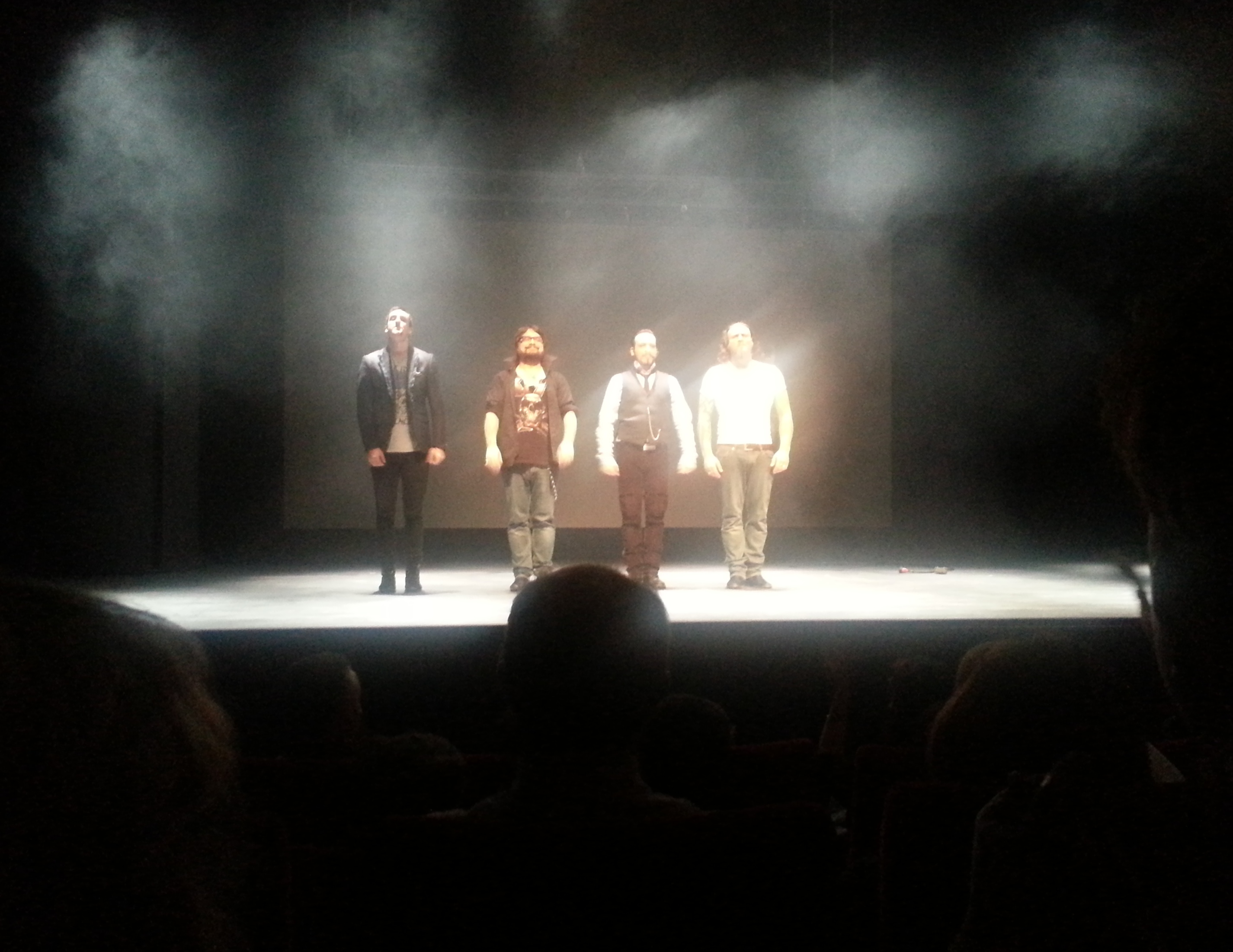
Les comédiens saluant le public à la fin de L'Exoconférence (18 octobre 2014 au Théâtre du Rond-Point).

L'Exoconférence est une pièce de théâtre d'Alexandre Astier, mise en scène par Jean-Christophe Hembert et représentée pour la première fois au Radiant Bellevue à Caluire-et-Cuire, le 12 septembre 2014.

## Résumé

La plaque de Pioneer, message envoyé au reste de l'Univers par « une civilisation qui n'a pas encore inventé le slibard » et point de départ de nombreux commentaires humoristiques.

Un astrophysicien (Alexandre Astier) donne une conférence au cours de laquelle il retrace les grandes étapes de la formation de l'univers depuis le Big Bang avant de se pencher sur la question de la vie extraterrestre.
Malgré les difficultés qu'il rencontre pour faire fonctionner la nouvelle version du système d'exploitation de son programme de projection et les tensions qui l'opposent à son interface vocale prénommée Swan (voix de Pauline Moingeon-Vallès), il aborde de nombreux sujets scientifiques, philosophiques et poétiques tels que la diversité des cosmogonies, les PAN, le paradoxe de Fermi ou le parfum du cœur de la Voie lactée (qui contient du formiate d'éthyle, molécule responsable du goût des framboises). Il évoque ou incarne de nombreux personnages dont Ptolémée, Copernic, Enrico Fermi, Kenneth Arnold et revient sur certains épisodes clés des contacts supposés avec des formes de vie extraterrestre, dont l'affaire de Roswell ou l'enlèvement de Betty et Barney Hill.
Pour préparer ce spectacle, Alexandre Astier a rencontré de nombreux scientifiques de différentes spécialités. Il affirme dans les bonus du DVD du spectacle que la thèse principale de l'Exoconférence (l'être humain n'a jamais rencontré de vie extra-terrestre et n'en rencontrera jamais) est née de la rencontre avec ces scientifiques.

## Fiche technique
- Titre : L'Exoconférence
- Réalisateur : Alexandre Astier
- Mise en scène : Jean-Christophe Hembert
- Décor et lumière : Jean-Christophe Hembert et Seymour Laval
- Musique : Alexandre Astier
- Musiciens : Alexandre Astier, Steeve Petit (Zuul FX), Gregory Lambert, Hugues Lemaire
- Régisseurs : Karacas, Yannick Bourdelle
- Costumes : Anne-Gaëlle Daval
- Son : François Vatin
- Lumière : Seymour Laval, Remi El Mahmoud
- Sociétés de production : Rain Dog Productions

## Représentations
- Théâtre du Rond-Point à Paris du 18 septembre au 19 octobre 2014.
- En tournée de fin 2014 à mi-2016 (dernière représentation le 11 juin 2016 à l'AccorHotels Arena à Bercy) dans toute la France, ainsi qu'en Belgique et en Suisse. À l’automne 2015, il s'associe avec Bruce Benamran qui fait la première partie de son spectacle.

## Récompenses
- 2016 : Prix « Science en société » de la Société française d'astronomie et d'astrophysique, remis le 16 juin, lors des Journées de la SF2A, à Alexandre Astier[5].